# Falamma
Falamma (auch: Falama) ist ein Dorf in der Landgemeinde Guidiguir in Niger.

## Geographie
Das von einem traditionellen Ortsvorsteher (chef traditionnel) geleitete Dorf liegt rund 19 Kilometer südwestlich des Hauptorts Guidiguir der gleichnamigen Landgemeinde, die zum Departement Gouré in der Region Zinder gehört. Zu den Siedlungen in der näheren Umgebung von Falamma zählen Gassafa im Südosten und Djibdjiri im Südwesten.
Die Landschaft westlich des Dorfs ist von vielen zwischen Transversaldünen gelegenen kleinen Niederungen geprägt, die längliche Formen aufweisen. Es herrscht das Klima der Sahelzone vor, mit einer durchschnittlichen jährlichen Niederschlagsmenge zwischen 300 und 400 mm.

## Bevölkerung
Bei der Volkszählung 2012 hatte Falamma 1365 Einwohner, die in 206 Haushalten lebten. Bei der Volkszählung 2001 betrug die Einwohnerzahl 804 in 146 Haushalten und bei der Volkszählung 1988 belief sich die Einwohnerzahl auf 515 in 48 Haushalten.
Die Bevölkerungsdichte in diesem Gebiet ist mit über 100 Einwohnern je Quadratkilometer hoch.

## Wirtschaft und Infrastruktur
Das Gebiet der Ebenen im Süden der Region Zinder, in dem Falamma liegt, ist von einer anhaltenden Degradation der ackerbaulichen Flächen gekennzeichnet, die mit der hohen Bevölkerungsdichte in Zusammenhang steht. Mit einem Centre de Santé Intégré (CSI) ist ein Gesundheitszentrum vorhanden. Es gibt eine Schule.